# Fritz Helmedag
Fritz Helmedag (* 8. November 1953 in Tübingen; † 29. Juli 2025 in Aachen) war ein deutscher Volkswirt. Er hatte den Lehrstuhl für Mikroökonomie an der TU Chemnitz inne.

## Leben
Nach dem Studium der Volkswirtschaftslehre in Tübingen und Stuttgart-Hohenheim promovierte Helmedag in Aachen. Ebenfalls in Aachen habilitierte er sich 1992 zum Thema Warenproduktion mittels Arbeit – Zur Rehabilitation des Wertgesetzes. Danach vertrat er in Aachen das Lehrgebiet Volkswirtschaftslehre, insbesondere Finanzwissenschaft.
1993 übernahm Helmedag den Lehrstuhl Mikroökonomie in Chemnitz. Seine Forschungsschwerpunkte waren u. a. die Arbeitwert- und Beschäftigungstheorie sowie die Geschichte der ökonomischen Lehrmeinungen. Besonders auf dem Gebiet der Arbeitswertrechnung war er aktiv. Helmedag ist der Doktorvater von Sahra Wagenknecht. Er war seit 2005 gewähltes Mitglied der Gelehrtengesellschaft Leibniz-Sozietät der Wissenschaften zu Berlin. Anlässlich seines 65. Geburtstages im Jahre 2018 wurde Helmedag mit der Festschrift Bewegungsgesetze des Kapitalismus geehrt.

## Veröffentlichungen (Auswahl)
- Zur Diskussion und Konstruktion von Gutenbergs doppelt geknickter Preis-Absatzfunktion. In: Jahrbücher für Nationalökonomie und Statistik. Band 197, 1982, S. 545–564.
- Warenproduktion mittels Arbeit – Zur Rehabilitation des Wertgesetzes. Metropolis (Verlag), Marburg 1992.
- Ohne Werte und kreislaufschwach: Zum Status der Allgemeinen Gleichgewichtstheorie. In: F. Helmedag, N. Reuter (Hrsg.): Der Wohlstand der Personen, Festschrift zum 60. Geburtstag von Karl Georg Zinn. Marburg 1999, S. 43–68.
- Faire Löhne: Normen und Fakten. In: Perspektiven der Wirtschaftspolitik. Band 4, 2003, S. 17–28.
- „Ausschreibungsbetrug“ im Licht der Gemeinsamkeiten und Unterschiede von Bietverfahren. In: Wirtschaft und Wettbewerb. Band 54, 2004, S. 1000–1012.
- Wechselwirkungen zwischen Verteilung, Verbrauchsverhalten und Volkseinkommen. In: Eckhard Hein, Arne Heise, Achim Truger (Hrsg.): Löhne, Beschäftigung, Verteilung und Wachstum. Marburg 2005, S. 41–58.
- Gesamtwirtschaftliche Bestimmungsgründe der Gewinne und des Arbeitsvolumens. In: Wirtschaftsdienst. Band 87, 2007, S. 412–416 (wirtschaftsdienst.eu [PDF; 78 kB]).
- Geld: Einführung und Überblick. In: Knapps Enzyklopädisches Lexikon des Geld-, Bank- und Börsenwesens. Fritz Knapp Verlag, Frankfurt am Main 2007.
- Effektive Nachfrage, Löhne und Beschäftigung. In: Jürgen Kromphardt (Hrsg.): Keynes' General Theory nach 75 Jahren, Schriften der Keynes-Gesellschaft. Band 5. Metropolis Verlag, Marburg 2012, S. 93–106.
- Fortschrittsillusionen in der Ökonomik: Die Neue Handelstheorie. In: Harald Enke, Adolf Wagner (Hrsg.): Zur Zukunft des Wettbewerbs, In memoriam Karl Brandt (1923–2010) und Alfred E. Ott (1929–1994). Metropolis Verlag, Marburg 2012, S. 39–55.
- Principles of capitalistic commodity production. In: Intervention. European Journal of Economics and Economic Policies. Vol. 9, 2012, S. 23–34.
- Kapitalistischer Kommunismus. In: Ökonomie und Gesellschaft, Jahrbuch 24: Entfremdung – Ausbeutung – Revolte, Karl Marx neu verhandelt. Metropolis Verlag, Marburg 2012, S. 111–126.
- Die Beschäftigungstheorie von Keynes: Dichtung und Wahrheit. In: Jenseits der Orthodoxie, Ansätze für einen Paradigmenwechsel in der Wirtschaftstheorie, zusammengestellt von Ulrich Busch. 23. Jg., Heft 3. Berliner Debatte Initial, 2012, S. 63–76.
- Wohlstandsmehrung durch Konsumverzicht: Leere Versprechungen und falsche Ratschläge. In: Adolf Wagner, Ullrich Heilemann (Hrsg.): Empirische Makroökonomik und mehr, Festschrift zum 80. Geburtstag von Karl Heinrich Oppenländer. Lucius & Lucius, Stuttgart 2012, S. 55–70.
- Individuelle und kollektive Gewinnmaximierung auf homogenen Märkten. In: Peter Oberender (Hrsg.): Private und öffentliche Kartellrechtsdurchsetzung. Duncker & Humblot, Berlin 2012, S. 9–38.
- Mit der Schuldenbremse zum Systemcrash. In: Dagmar Gesmann-Nuissl, Ronald Hartz, Marcus Dittrich (Hrsg.): Perspektiven der Wirtschaftswissenschaften. Springer Gabler, Wiesbaden 2014, S. 123–137 (tu-chemnitz.de [PDF; 3,7 MB]).
- Schulden dulden, Kredit genießen: Zur Beständigkeit und Bedeutung von Budgetdefiziten. In: Wirtschaftsdienst. Band 95, Heft 5, 23. Juni 2015, S. 347–349 Wieder abgedruckt in: (Ökonomenstimme [abgerufen am 25. Oktober 2021]).
- Trügerisches Wirtschaftswissen: Akademische Fehlurteile und populäre Irrtümer im Überblick. In: List Forum für Wirtschafts- und Finanzpolitik. Band 41, Heft 2, 2015, S. 291–302.
- Schattenboxen mit Scheuklappen: Haucaps Verteidigung trügerischen Wirtschaftswissens. In: List Forum für Wirtschafts- und Finanzpolitik. Band 41, Heft 2, 2015, S. 307–310.
- Nur mehr Stundenlohn oder auch weniger Arbeitsstunden? Gewerkschaftsforderungen im Widerstreit. In: Hagemann, Harald; Kromphardt, Jürgen (Hrsg.): Keynes, Schumpeter und die Zukunft der entwickelten kapitalistischen Volkswirtschaften; Schriften der Keynes-Gesellschaft. 9, Marburg. Metropolis (Verlag), 2016, S. 273–287.